# Grellingen

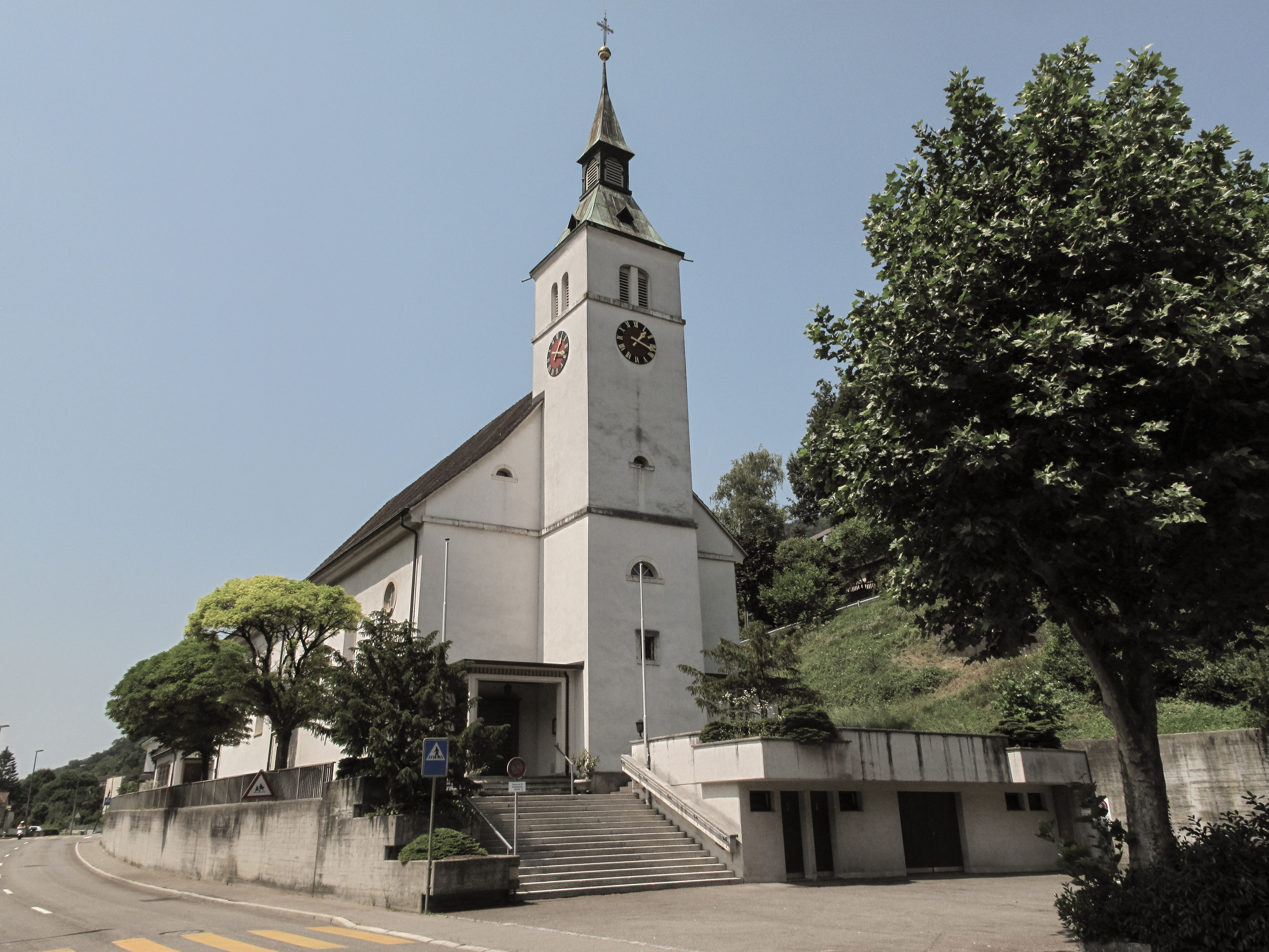
Sankt Laurentiuskirche.

Grellingen är en ort och kommun i distriktet Laufen i kantonen Basel-Landschaft, Schweiz. Kommunen har 1 954 invånare (2023).